# Weberstedt
Weberstedt is een gemeente in de Duitse deelstaat Thüringen, en maakt deel uit van de Unstrut-Hainich-Kreis.
Weberstedt telt  inwoners.